# XDMCP

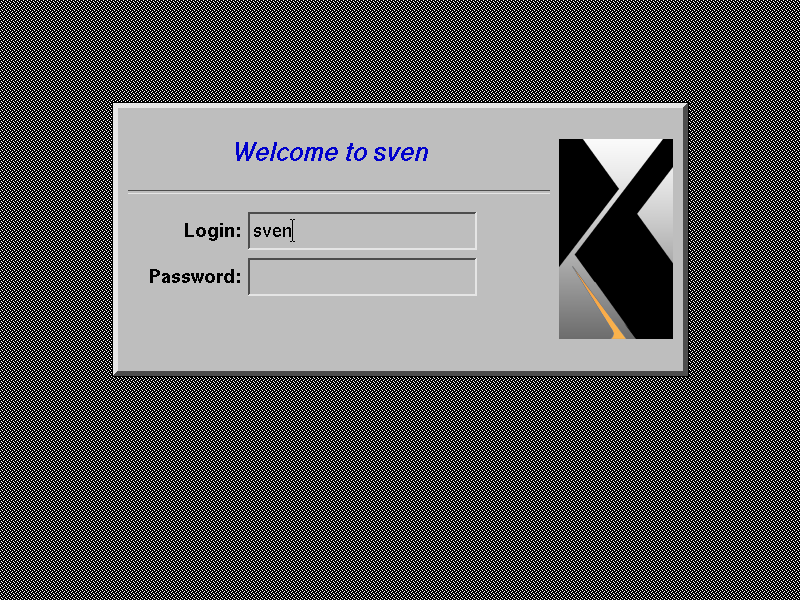
Una captura de pantalla de la pantalla de login del XDM.

XDMCP (siglas de "X Display Manager Control Protocol", "Protocolo de Control de Administrador de la Pantalla X" en castellano) es un protocolo utilizado en redes para comunicar un ordenador servidor que ejecuta un sistema operativo con un gestor de ventanas basado en X, con el resto de clientes que se conectarán a este con propósitos interactivos.
Un X Display Manager (administrador de pantalla X) mantiene los procesos del servidor X activos en él, conectándolo a una pantalla física y proporcionando un cuadro de diálogo que permita iniciar sesión en el mismo a todos los ordenadores que lo requieran. Escucha el User Datagram Protocol (UDP) en el puerto 177 y responde a peticiones de tipo QUERY y BROADCAST_QUERY enviando un paquete tipo WILLING al equipo que le contactó.
Cuando un servidor X corre en un X terminal independiente, muestra una lista de clientes conectables (un XDMCP Chooser). Esta lista puede estar compuesta por:
- Una lista predefinida de máquinas y sus direcciones de red respectivas;.
- Una lista que el XDMCP de turno obtiene mediante una petición broadcast, la cual normalmente coincide con la lista de las máquinas locales TCP/IP.

Es común que el servidor XDMCP se muestre a sí mismo en la lista. Cuando el usuario selecciona una máquina de la lista, el servidor X que corre en la máquina local se conecta al administrador de pantalla X de la máquina remota.
X proporciona XDM (X Window Display Manager) como administrador de pantalla primario. Otros ejemplos de administradores de pantalla son:
- GDM (GNOME)
- KDM (KDE)
- WINGs Display Manager
- Entrance (usando la arquitectura utilizada en Enlightenment v.17).